# 柄叶飞蓬
柄叶飞蓬（学名：Erigeron petiolaris）为菊科飞蓬属的植物。分布在俄罗斯以及中国大陆的新疆等地，生长于海拔2,400米至2,600米的地区，多生在高山及亚高山草地，目前尚未由人工引种栽培。